# Часовня Пантелеимона Целителя у Владимирских ворот
Часо́вня Пантелеи́мона Цели́теля у Владимирских ворот — снесённая в 1934 году часовня Китай-города, находившаяся на месте нынешнего торгового центра «Наутилус» (Никольская улица, 25).

## История

### Строительство

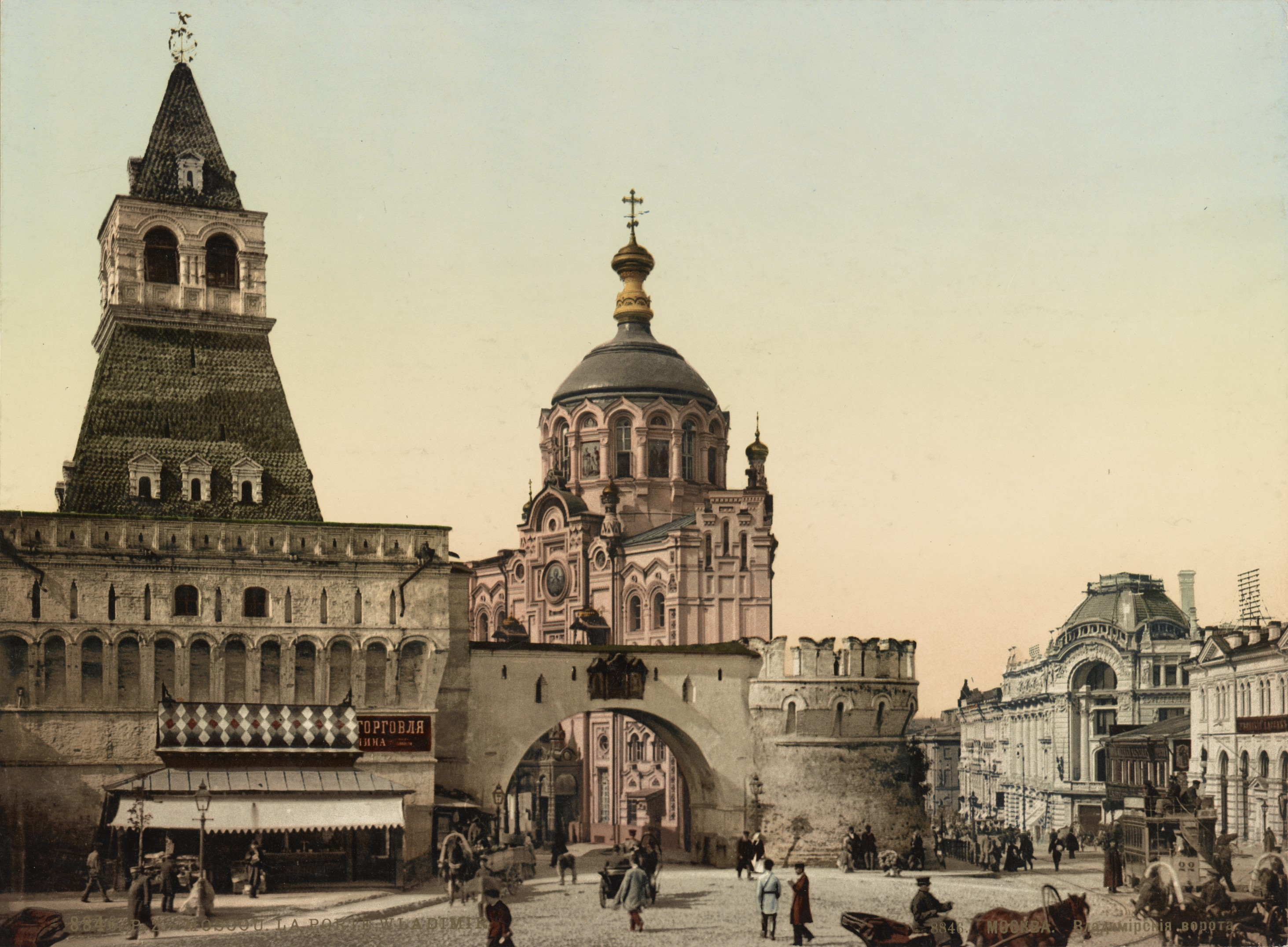
Владимирские ворота и часовня Пантелеймона Целителя. Фотохром Петра Павлова, 1896 год.

В 1866 году в Москву из Пантелеймонова монастыря на Афоне были принесены часть мощей великомученика Пантелеймона и икона Божией Матери, называемая «Скоропослушница». Сначала они были оставлены в специально для того построенной Афонской часовне Богоявленского монастыря на той же Никольской улице.
В 1881—1883 годах у Владимирских ворот Китай-города архитектор Александр Каминский построил новую часовню великомученика Пантелеймона. В 1883 году мощи великомученика Пантелеймона и чудотворную икону торжественно перенесли в новую часовню.
Снаружи часовня имела вид настоящего храма как по внушительности размеров, так и по красоте убранства.

### Советский период
«В 1918 году настоятель часовни монах Макарий Чириков отказался выполнить требования инструкции Наркомюста от 24 августа 1918 года и предоставить сведения о церковном имуществе, ссылаясь на то, что часовня приписана к Афону и находится под защитой греческого короля. Был произведен насильственный обыск. Конфисковано 706 тысяч рублей в процентных бумагах и две книги текущих счетов на 269 тысяч.»
Пантелеймоновская часовня была закрыта в 1932 году. Сломана в 1934 году одновременно с Китайгородской стеной.

### Современный период
На месте часовни долгое время был пустырь, на котором в 1998 году был выстроен торговый центр «Наутилус» по проекту архитектора Алексея Воронцова.

## Галерея

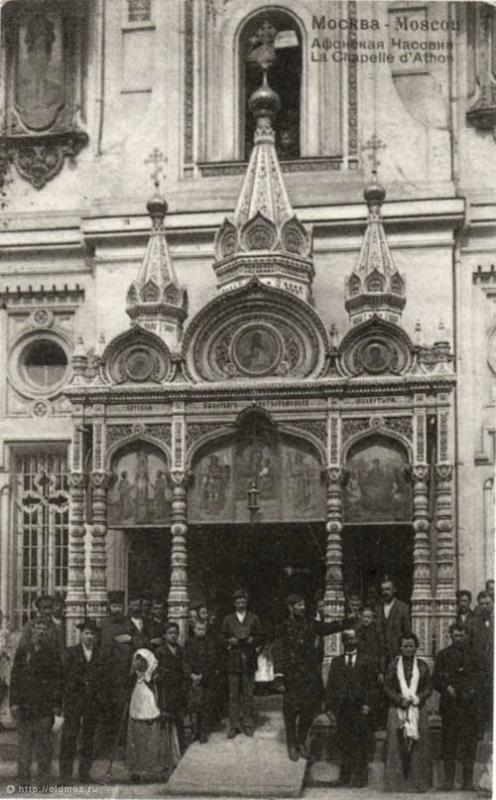
Крыльцо часовни Целителя Пантелеймона в Москве. 1910-е годы.
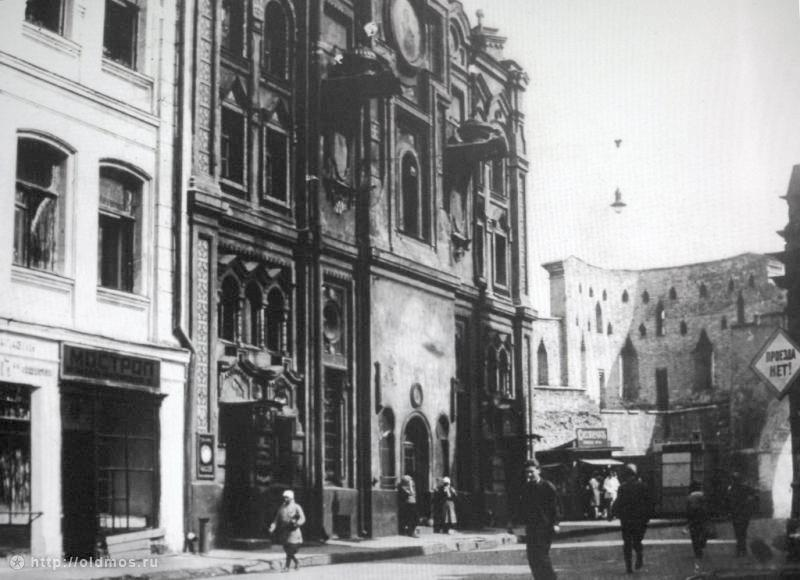
Пантелеймоновская часовня без крыльца. 1928 год.